# Peter Monsaert
Peter Monsaert, né à Gand (Belgique) le 11 janvier 1975, est un réalisateur et scénariste belge de cinéma, audiovisuel et théâtre.

## Biographie
Peter Monsaert est né à Gand le  11 janvier 1975. Il étudie dans la section Art audiovisuel de l'Académie Royale des Beaux-Arts de Gand mais il a toujours combiné la réalisation avec l'écriture, le jeu et la mise en scène au théâtre.

### Théâtre et installations audiovisuelles
Il commence sa carrière de metteur en scène au théâtre et avec des installations vidéo. Avec son association DARM, il met sur pied un projet de télévision de rue dans le quartier Macharius à Gand, pour lequel il obtient le prix Kunst in de Stad (art dans la ville).
Il réalise ensuite un projet similaire, VTV pour Victoria Deluxe dans le quartier Dampoort de Gand.
Pour le Théâtre Antigone de Courtrai, il conçoit Overleie en 2003, une installation audiovisuelle, et trois ans plus tard avec DARM la performance Remax, qui est jouée au théâte Antigone. En 2005, il crée la performance Fimosis avec Jan Sobrie (nl).
En 2013, il met en scène Lange dagreis naar de nacht d'Eugene O'Neill au Théâtre Antigone
En 2018, il réalise l'image pour Les Bas fonds/Nachtasiel de Raven Ruëll (nl) d'après Maxime Gorki pour Theater Antigone et le Théâtre National Wallonie-Bruxelles.
En 2021, il participe, pour la vidéo, au spectacle Métisse de Tom Dupont, avec Action Zoo humain et Theater Antigone et  Le papa, la maman et le nazi mis en scène par Carly Wijs sur un texte de Bruno Mistiaen pour Kopergietery et Theater Antigone.

### Cinéma
Après avoir écrit, réalisé et parfois produit une série de courts métrages, comme Coiffeur Armand et Tim, een engeltje voor de heer en 1999, puis De onvrijwillige poëet, De fee, Hugo, Las Bragas, Musica et Vriendinnen en 2000, il écrit et réalise son premier long métrage, Offline, avec Wim Willaert et Anemone Valcke en 2012. Le film obtient de nombreuses récompenses, notamment la Licorne d'Or et le prix Signis au Festival international du film d'Amiens en 2012, et, en 2013, le prix du meilleur scénario au Festival international du film d'Aubagne, le prix spécial du Jury au Festival international du film de Tróia, le prix Ensor du meilleur scénario au festival du film d'Ostende et le prix du meilleur réalisateur au Festival international du film russe de Saint-Pétersbourg.
En 2016, son deuxième film, Le Ciel Flamand, avec Sara Vertongen, Wim Willaert, Serge Larivière et Ingrid De Vos sort en salle. Le film est sélectionné pour plusieurs festivals et vaut à David Williamson l'Ensor de la meilleure photographie et à Wim Willaert l' Ensor du meilleur second rôle masculin,.
En 2021, il écrit et réalise Nowhere, avec Koen De Bouw et Noa Tambwe Kabati dont c'est le premier film,. Le film ouvre le festival du film d'Ostende en décembre 2021.

## Filmographie

### Longs métrages
- 2012 : Offline
- 2016 : Le Ciel flamand
- 2022 : Nowhere

## Distinctions
- 2012 : Festival international du film d'Amiens : Grand Prix du long métrage - Licorne d’Or et Prix SIGNIS
- 2013 : Festival international du film d'Aubagne : Meilleur scénario
- 2013 : Festival international du film de Tróia : Prix Spécial du Jury - section Premiers films
- 2013 : Ourense International Film Festival : Meilleur réalisateur et Meilleure image
- 2013 : Ensors : Meilleur scénario

### Nominations
- 2012 : Festival international du film de Valladolid : Meilleur film
- 2013 : Ensors : Meilleur film et meilleur réalisateur
- 2013 : Cinequest San Jose Film Festival : Meilleur long métrage
- 2016 : Festival international du film de Saint-Sébastien : New Director Award
- 2016 : Festival international du film de Toronto : Discovery Award